# جيمس إل. بف
جيمس إل. بف (بالإنجليزية: James L. Pugh)‏ هو محامي وسياسي أمريكي، ولد في 12 ديسمبر 1820 في مقاطعة بورك في الولايات المتحدة، وتوفي في 9 مارس 1907 في واشنطن العاصمة في الولايات المتحدة. حزبياً، نشط في الحزب الديمقراطي. وقد انتخب عضو مجلس النواب الأمريكي وانتخب عضو مجلس الشيوخ الأمريكي.